# Babuza
Die Babuza (chinesisch: 巴布薩族 Bābùsà zú) sind ein taiwanisches Ureinwohnervolk. Ihr ursprüngliches Siedlungsgebiet lag in der westtaiwanischen Changhua-Ebene, weshalb sie zu den Pingpu-Völkern („Völkern der Ebene“) gezählt werden. Die meisten Babuza leben heute im zentraltaiwanischen Puli (Nantou).

## Geschichte

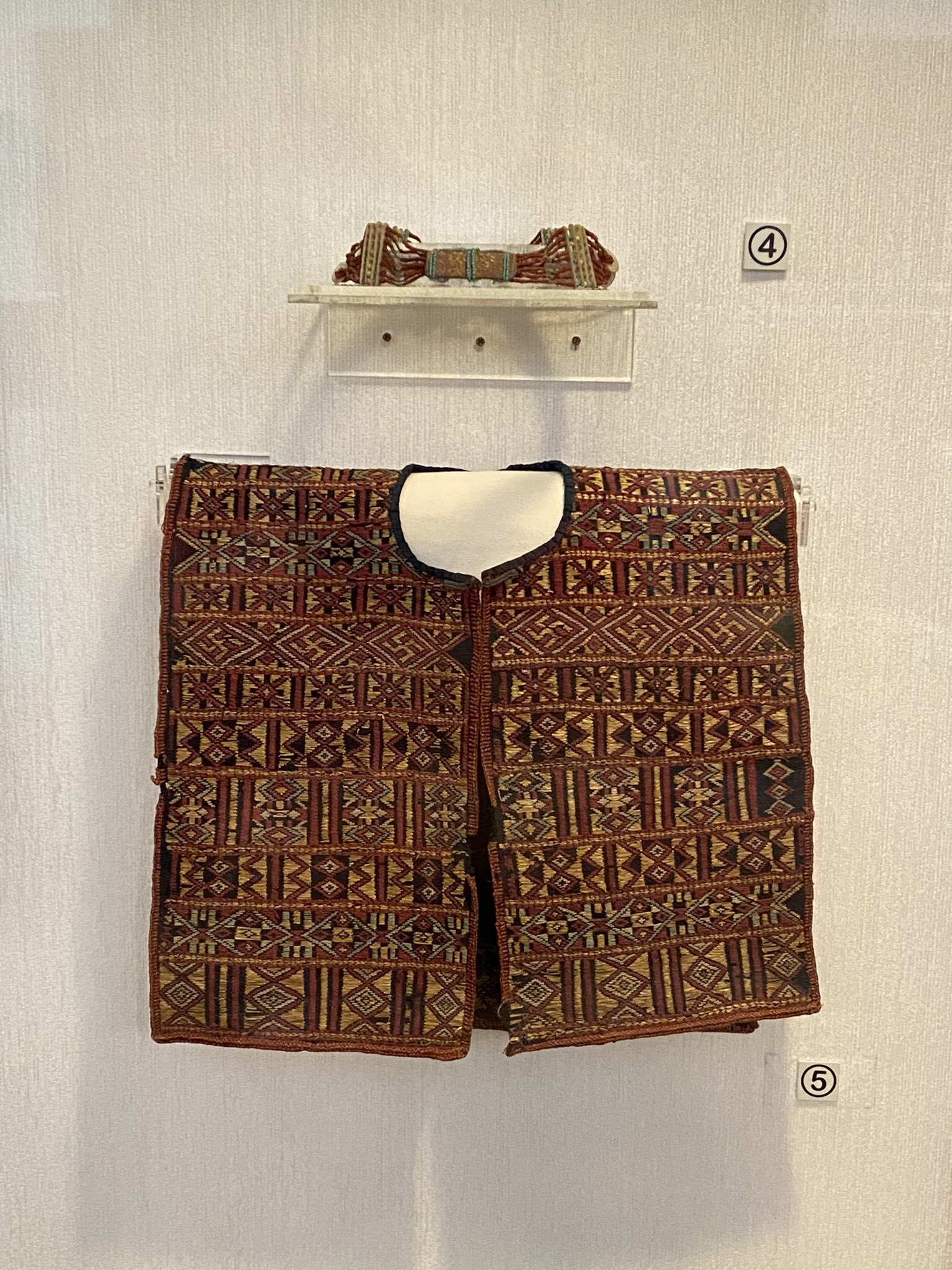
Traditionelle Oberbekleidung

Das ursprüngliche Siedlungsgebiet der Babuza lag in der Changhua-Ebene südlich des Dadu-Flusses (大肚溪) an der Küste der Taiwanstraße im heutigen Landkreis Changhua. Die ersten historischen Aufzeichnungen über die Babuza stammen aus der Zeit der niederländischen Kolonisation Südtaiwans im 17. Jahrhundert. Die Niederländer bezeichneten das Siedlungsgebiet des Volkes nach dessen Hauptsiedlung als Favorlang (chinesisch: 虎尾壟 Huweilong). Damals bildeten die Babuza gemeinsam mit den Papora, Pazeh und Hoanya eine Stammeskonföderation, die die Niederländer Königreich Middag nannten.
Mitte des 17. Jahrhunderts geriet das Königreich Middag unter niederländische Kontrolle. Nach der Vertreibung der Europäer durch Zheng Chenggong im Jahr 1662 und der Eingliederung Taiwans ins Chinesische Kaiserreich im Jahr 1683 gerieten die Babuza und ihre Verbündeten zunehmend in Konflikt mit den in großer Zahl einwandernden chinesischen Siedlern. Die Spannungen entluden sich 1731–1732 in einem Aufstand der Ureinwohner der Changhua-Ebene, der von den Behörden niedergeschlagen wurde. Die überlebenden Babuza wurden in den folgenden Jahrzehnten verdrängt oder assimiliert. Anfang des 19. Jahrhunderts zogen die Babuza wie auch andere Pingpu-Völker nach Puli (heutiger Landkreis Nantou), wo die meisten ihrer Nachkommen heute leben.

## Kultur

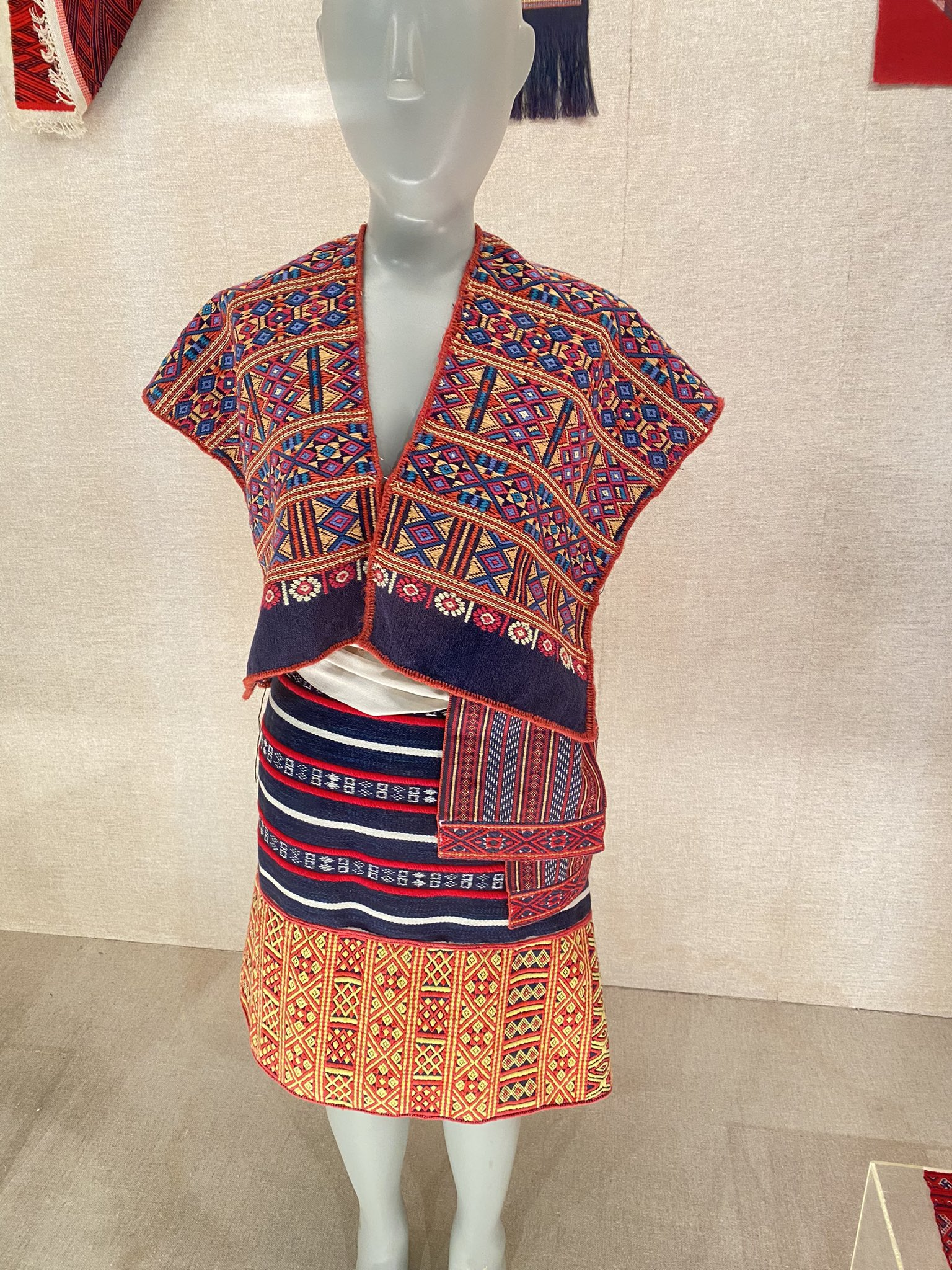
Babuza-Tracht

Die Babuza lebten früher von der Jagd und vom Ackerbau. Ihre traditionelle Kleidung bestand aus Leinen, das mitunter kunstvoll bestickt wurde. Zu festlichen Anlässen wurden farbenfrohe Westen getragen.
Die Religion der Babuza ist von Ahnenverehrung bestimmt. Das bedeutendste Fest ist das Ahnenfest am fünfzehnten Tag des Lunarkalenders. Weitere wichtige Feste sind das Jahreswechselfest im zweiten Monat und das Erntefest im siebten Monat.
Die Gesellschaft der Babuza hatte matriarchalische Züge. Junge Männer wurden nach der Eheschließung in der Regel in die Familie ihrer Frau aufgenommen. In selteneren Fällen war es umgekehrt.
Die Sprache der Babuza ist ausgestorben, die Stammesangehörigen sprechen heute die Sprachen der Mehrheitsgesellschaft, Taiwanisch und Chinesisch. Allerdings ist ein Wörterbuch des Favorlang-Dialekts und des Niederländischen erhalten, das 1650 von dem Missionar Gilbertus Happart verfasst und 1840 von Walter Henry Medhurst ins Englische übersetzt wurde.

## Gegenwart
Seit der Jahrtausendwende gibt es Bestrebungen, die Kultur der Babuza zu rekonstruieren und wiederzubeleben. Die Organisierung der Stammesangehörigen und die Suche nach historischem Material befindet sich (Stand 2024) in den Anfängen.